# Gmina Czarna Woda
Die Gmina Czarna Woda ist eine Stadt-und-Land-Gemeinde im Powiat Starogardzki in der Woiwodschaft Pommern in Polen. Ihr Sitz befindet sich in der Stadt Czarna Woda [ˈt͡ʂarna ˈvɔda] (deutsch: Schwarzwasser) mit rund 2800 Einwohnern.
Ihre Fläche beträgt 27,75 km², davon sind 54 % Waldfläche. Die Stadt befindet sich am Rand der Bory Tucholskie (Tucheler Heide).

## Geschichte
1920 wurde Schwarzwasser auf der Grundlage des Versailler Vertrages Teil Polens. Zwischen 1939 und 1945 war das Dorf von der Wehrmacht besetzt und gehört seit dem Ende des Zweiten Weltkrieges wieder zu Polen.
Czarna Woda erhielt 1993 das Stadtrecht. Die Stadt-und-Land-Gemeinde Czarna Woda wurde am 1. Januar 2014 gegründet.

## Gemeinde
Zur Gmina Czarna Woda gehören die folgenden Ortschaften: Die Stadt Czarna Woda; die beiden Schulzenämter Huta Kalna (deutsch Hutta; 1868–1945: Hütte) und Lubiki (Lubicki; 1939–42: Lübenau; 1942–45: Liebich) und die Ortschaften Kamionna (Kamionna), Małe Lubiki (Klein Lubicki) und Podlesie.